# Yoshitarō Nomura
Yoshitarō Nomura (jap. 野村 芳太郎; * 23. April 1919 in Asakusa, Tokio; † 8. April 2005 in Shinjuku, Tokio) war ein japanischer Filmregisseur.
Nomura begann seine Karriere als Regieassistent bei Akira Kurosawas Verfilmung von Dostojewskis Der Idiot. 1952 begann er, selbst als Regisseur tätig zu werden und drehte im Laufe seiner Karriere über 89 Filme, von denen der Thriller Zerbrechliches Schicksal (Suna no utsuwa) (1974) von vielen Kritikern als sein bester angesehen wird.